# Franz Seraphin von Kuefstein

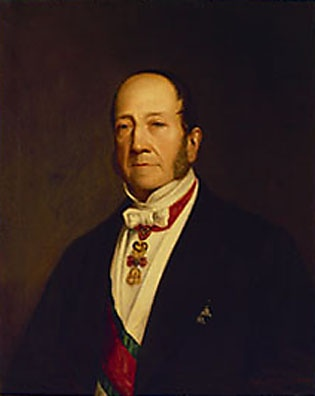
Porträt von Franz Seraphin Graf von Kuefstein (nach 1861, vor 1871), gemalt von Josef Neugebauer

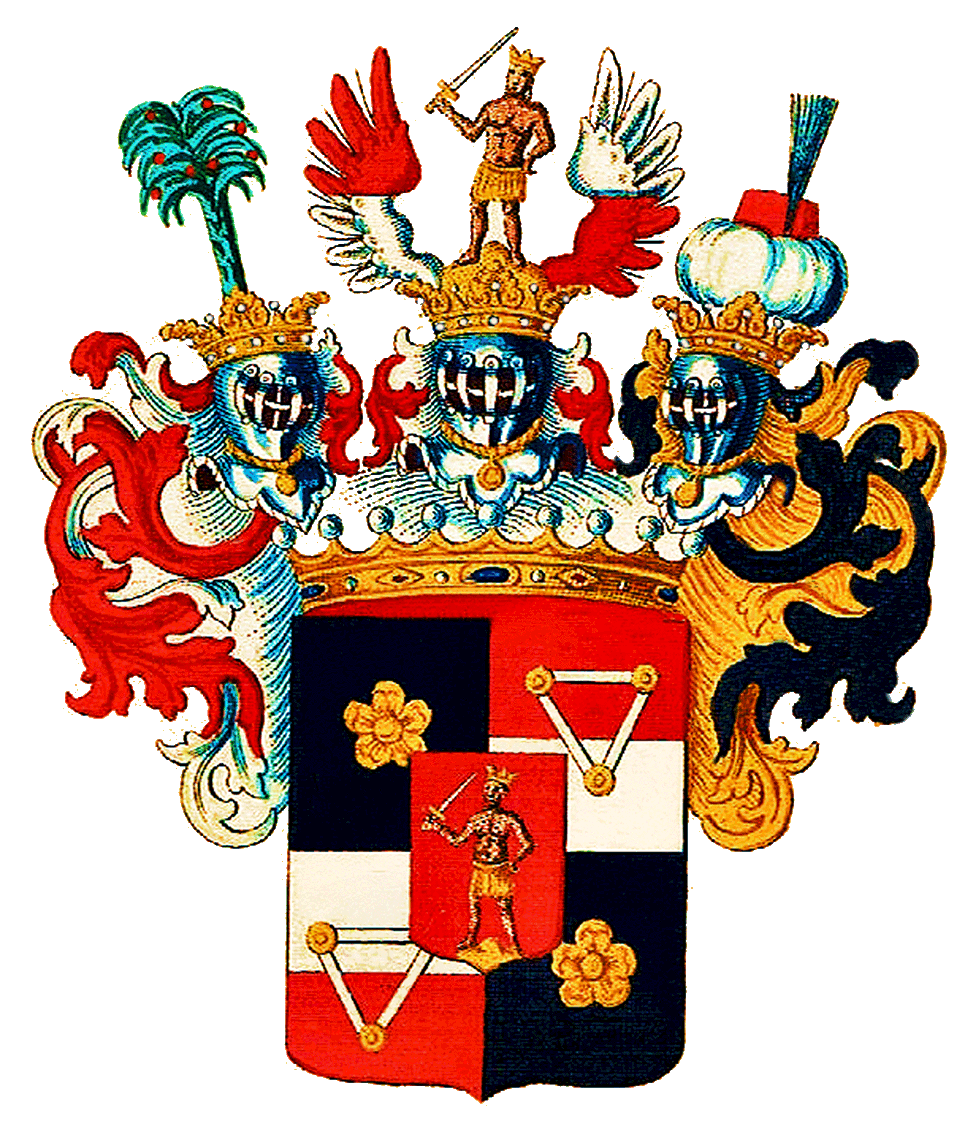
Wappen der Grafen von Kuefstein

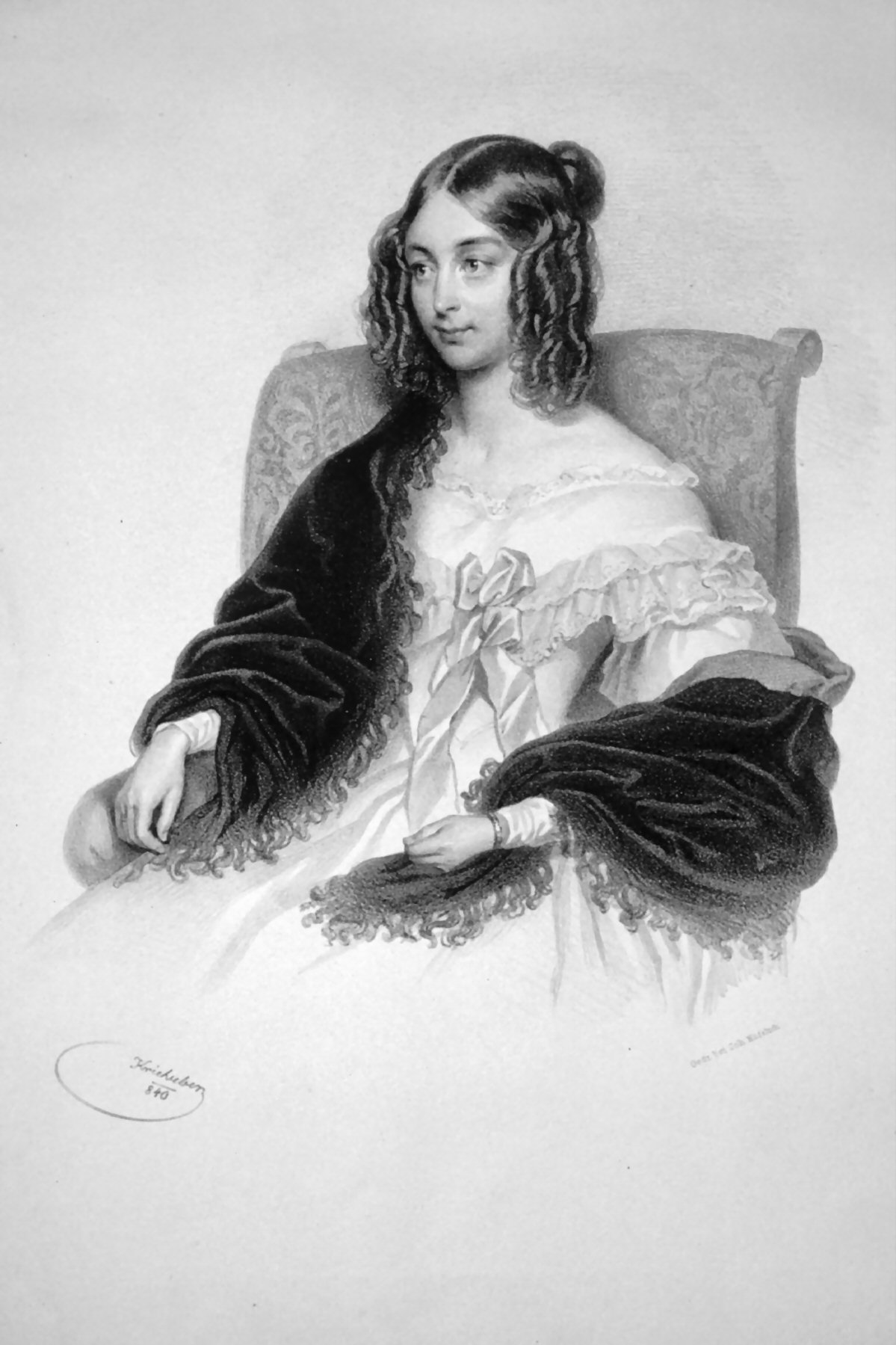
Bildnis von Guidobaldine von Paar (* 1807; † 1874), die Ehefrau von Franz Seraphin von Kuefstein (Lithographie von Josef Kriehuber 1840)

Franz Seraphin Johann Baptist Ferdinand Graf von Kuefstein (* 8. März 1794 in Wien; † 3. Januar 1871 ebenda) war ein österreichischer Diplomat, Hofbeamter und Politiker. Kuefstein war Gesandter des Kaisertums  Österreich im Königreich Hannover, im Kurfürstentum Hessen und im Königreich Sachsen. 1856 ernannte ihn Kaiser Franz Joseph I. zum Obersthofmarschall und 1861 zum erblichen Mitglied des Herrenhauses auf Lebenszeit.

## Leben

### Familie
Franz Seraphin Graf von Kuefstein, Freiherr zu Greillenstein entstammte der Familie von Kuefstein, einem alten niederösterreichischen Adelsgeschlecht. Angehörige der Familie erhielten 1602 den Freiherrenstand als Freiherren zu Greillenstein und Spitz. Im Februar 1634 erfolgte die Erhebung in den Reichsgrafenstand mit dem Prädikat Hoch- und Wohlgeboren. Der Reichsgrafenstand wurde in der Folge mehrmals bestätigt. Johann Ferdinand († 1755) erhielt als Personalist die Aufnahme in das Schwäbische Reichsgrafenkollegium.
Franz Seraphins Vater Johann Ferdinand III. Graf von Kuefstein (* 18. Oktober 1752 in Wien; † 23. November 1818 in Wien) wurde Stadthauptmann von Wien, niederösterreichischer Regierungsrat sowie Vizepräsident der niederösterreichischen Regierung. Er heiratete am 29. Januar 1789 in Wien Maria Theresia Eleonora Finata (* 17. Februar 1763; † 14. März 1800 in Wien), eine geborene Gräfin von Colloredo-Wallsee und Tochter des kaiserlichen Kabinetts- und Konferenzminister Franz de Paula Karl von Colloredo. Franz Seraphin war der jüngste Sohn des Paares, einer seiner Paten war Kaiser Franz II.

### Beruflicher Werdegang
Kuefstein besuchte das Josephstädter Gymnasium und die Orientalische Akademie in Wien, die er 1813 verließ. Während der Befreiungskriege diente er 1814 als Leutnant im Ulanenregiment Fürst zu Schwarzenberg, das Kriegsende erlebte er in Paris. Dort wurde er der Kanzlei des Staatskanzlers Klemens Wenzel Lothar von Metternich zugeteilt, den er auch zu den Konferenzen während des Wiener Kongresses begleitete. Für seine Verdienste wurde Kuefstein zum österreichischen Kämmerer ernannt. 1816 war er Botschaftskommis in Madrid und ging 1817 als Legationssekretär nach Stuttgart. Nach dem Tod seines Vaters 1818 nach Wien zurückberufen, übernahm er noch selben Jahr die väterlichen Fideikommisse zu Greillenstein und Viehofen.
1820 war Kuefstein Geschäftsträger in Kopenhagen an der österreichischen Botschaft im Königreich Dänemark. Nachdem die Vertretung im Königreich Hannover 1832 zu einer selbständigen Gesandtschaft erhoben wurde, wechselte er als Gesandter nach Hannover und ging 1840 als solcher nach Kassel, in das Kurfürstentum Hessen.
1843 wurde Kuefstein beim Wiener Bürgermeister Ignaz Czapka vorstellig, da man ihm das Bürgerrecht der Stadt nicht anerkannte. Er konnte ein Diplom vorweisen, in dem Kaiser Karl VI. dem Chef des damaligen Reichsgräflichen Hauses Ferdinand von Kuefstein und seiner Familie das Bürgerrecht der Stadt Wien für immerwährende Zeiten verliehen hatte. Der Bürgermeister wies darauf hin, dass Bürgerrechte nicht, wie Adelstitel, vererbbar wären und dass eine Verleihung nur durch den Magistrat erfolgen könne. Er werde sich aber dafür einsetzen, dass er das Bürgerrecht erhalte. Kuefstein bestand aber darauf, dass dabei Rücksicht auf das Privilegium von Kaiser Karl VI. genommen wird. Tatsächlich erhielt Kuefstein am 4. Juli 1843 nicht nur das Bürgerrecht von Wien, er wurde sogar zum Ehrenbürger der Stadt ernannt. Mit der Urkunde werden auch ausdrücklich die Verdienste seiner Vorfahren unter Karl VI. gewürdigt.
Noch im gleichen Jahr erfolgte seine Versetzung nach Dresden, als österreichischer Gesandter im Königreich Sachsen. In Dresden konnte er die Verhandlungen über notwendige Grenzregulierungen und die Dresden-Prager Eisenbahn zu einem befriedigenden Abschluss bringen. 1844 erhielt er den Rang und die Würde eines Wirklichen Geheimen Rates. Die Revolution im Mai 1849 erlebte er in Dresden, wobei er zahlreiche anonyme Briefe mit Todesdrohungen erhielt. Auch eine Sturmpetition zur Durchsuchung des Gesandtschaftshotels und Barrikaden vor der Gesandtschaft konnten ihn nicht beeindrucken. Bei seiner Abberufung im November 1855 erhielt er vom Dresdener Stadtrat als erster Ausländer die Ehrenbürgerwürde.
Ende 1855 wurde Kuefstein zum Botschafter im Königreich Spanien ernannt, trat das Amt aber nicht mehr an. Im Februar 1856 berief ihn Franz Joseph I. zum Obersthofmarschall an den kaiserlichen Hof nach Wien. Er übernahm außerdem ab 1865, nach dem Tod von Karl Franz Rudolph von Liechtenstein, für einige Monate das Amt des Obersthofmeisters sowie nach dem Tod von Vincenz Karl von Auersperg 1867 das Amt des Oberstkämmerers. Mit Allerhöchstem Handschreiben vom 18. April 1861 erfolgte seine Berufung zum erblichen Mitglied im Herrenhaus, dem neugeschaffenen Oberhaus des österreichischen Reichsrates, wo er bereits ab Juni 1861 das Amt des ersten Vizepräsidenten übernahm. Im Herrenhaus arbeitete er vor allem in den zahlreichen Ausschüssen und trat weniger als Redner im Plenum hervor. Zum Ende des Jahres 1867 zwang ihn eine schwere Krankheit, vom Amt des Vizepräsidenten zurückzutreten. Am 15. September 1870 wurde ihm die Präsidentschaft des Herrenhauses übertragen, er konnte aber das Amt auf Grund seines baldigen Todes nur für wenige Monate ausüben.
Der schon hörgeschädigte Franz Seraphin von Kuefstein starb am 3. Januar 1871 um drei Uhr Nachmittags, im Alter von 76 Jahren, in Wien nach einer schweren Erkältung, von der er sich nicht mehr erholte. Am Freitag dem 6. Januar fand die feierliche Einsegnung im Wiener Stephansdom statt. Die Zeremonie führte der Weihbischof Johann Rudolf Kutschker durch, anwesend waren Kaiser Franz Joseph I. und alle Erzherzöge sowie der Hofstaat, Mitglieder des Herrenhauses und des Diplomatischen Corps. Im Anschluss wurde er nach Greillenstein überführt und in der Familiengruft bestattet. Das Schloss Greillenstein ist bis heute im Besitz der Familie von Kuefstein.
Kuefstein führte den Titel eines Oberst-Erbland-Silberkämmerers in Österreich ob und unter der Enns und war Inhaber zahlreicher Auszeichnungen. Bereits 1823 erhielt er das Kommandeurkreuz des österreichischen Leopold-Ordens und 1862 den Orden vom Goldenen Vlies. Anlässlich seines 70. Geburtstages wurde er am 8. März 1865 für seine fünfzigjährige ununterbrochene Dienstzeit mit dem Großkreuz des ungarischen Sankt-Stephans-Orden ausgezeichnet. Er war außerdem Träger des Ritterkreuzes 1. Klasse des österreichischen Ordens der Eisernen Krone. Kuefstein, der selbst Musikstücke komponierte, war schon während seiner Gesandtschaftszeit in Hannover Mitglied der dortigen Musikgesellschaften, wo er sich bisweilen auch als Dirigent hervortat. In Dresden war Kuefstein Mitglied in der Dreyssigschen Singakademie. In Wien war er Begründer und Mitglied in zahlreichen Musikvereinen und lange Zeit Vorstand der Wiener Singakademie sowie Protektor des Witwen und Waisen-Versorgungsvereins der Tonkünstler Haydn.

### Ehe und Nachkommen
Franz Seraphin von Kuefstein heiratete am 1. Juli 1830 in Wien die Gräfin Guidobaldine von Paar (* 2. Dezember 1807 in Wien; † 14. Juni 1874 in Wien), eine Tochter des österreichischen Fürsten und Generalmajors Karl von Paar und Schwester von Karl von Paar, dem letzten General-Erbland-Postmeister. Aus der Ehe gingen fünf Kinder, drei Töchter und zwei Söhne hervor. Nachdem die beiden erstgeborenen Töchter Guidobaldine Theresia Antonia Anna († 1835) und Viktoria Theresia Maria Anna Karolina († 1838) mit drei bzw. zwei Jahren in Hannover während seiner Botschaftertätigkeit verstarben, wechselte er 1840 auf eigenen Wunsch als Gesandter nach Kassel.
Sein Sohn Karl Ferdinand Franz Graf von Kuefstein (* 31. Juli 1838 in Viehofen; † 1. Februar 1925 in Greillenstein) wurde Fideikommissherr auf Greillenstein und wie sein Vater kaiserlicher Kämmerer und Geheimrat sowie Mitglied im Herrenhaus. Dessen Ehe mit Maria Magda Emilia Krüger blieb kinderlos. Der jüngere Bruder Franz Seraphin Ferdinand Viktor Kamill Graf von Kuefstein (* 11. Juni 1841 in Kassel; † 31. Dezember 1918 in Viehofen) wurde ebenfalls Mitglied im Herrenhaus. Er heiratete am 30. November 1872 in Rom die Prinzessin Maria della Pace Odescalchi. Das Paar hatte vier Töchter und einen Sohn. Ihre Schwester Maria Johanna Gräfin von Kuefstein (* 9. Juni 1840 in Kassel; † 11. März 1914 in Wien) wurde Stiftsdame im Savoyschen Damenstift in Wien.